# Zona de pol·len

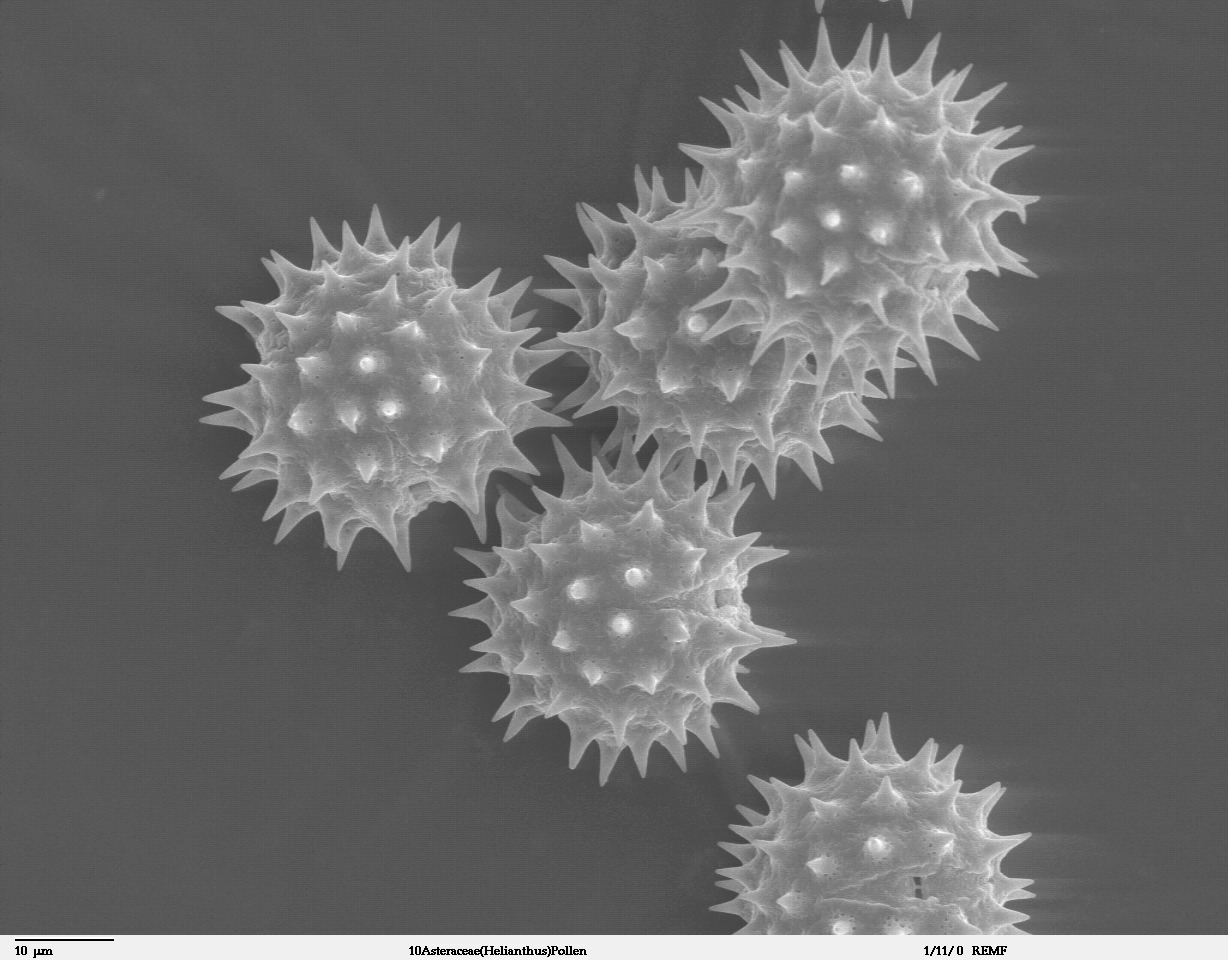
Pol·len de gira-sol (Helianthus annuus)

Les zones de pol·len són un sistema per a subdividir els paleoclimes del darrer període glacial i l'Holocè usant dades obtingudes de perforacions amb pol·len. La seqüència proporciona una estructura cronològica global a la geologia, climatografia, geografia i arqueologia que estudien l'ambient que hi havia en els darrers 15.00 anys.

## Història
Va ser el palinòleg suec Lennart von Post, després de la Primera Guerra Mundial, el primer a estudiar el pol·len en nuclis de perforació en torberes, von Post es va adonar que les diferents espècies de plantes estaven representades en bandes a través dels nuclis de perforació.
Les diferents espècies i diferents quantitats de les mateixes espècies eren causades per canvis en el clima. Von Post va ser capaç de confirmar el sistema Blytt-Sernander. Va usar seqüències locals de torba en combinació amb la datació per varva a Escandinàvia.
El 1940 Harry Godwin va aplicar els mètodes de von Post per a les Illes Britàniques i va obtenir la seqüència europea que actualment s'accepta. Després de la Segona Guerra Mundial aquesta tècnica s'expandí també a Amèrica. La cronologia es va fer més exacta en usar la datació amb radiocarboni.